# Panamerikanische Spiele 2011/Leichtathletik – 5000 m der Frauen

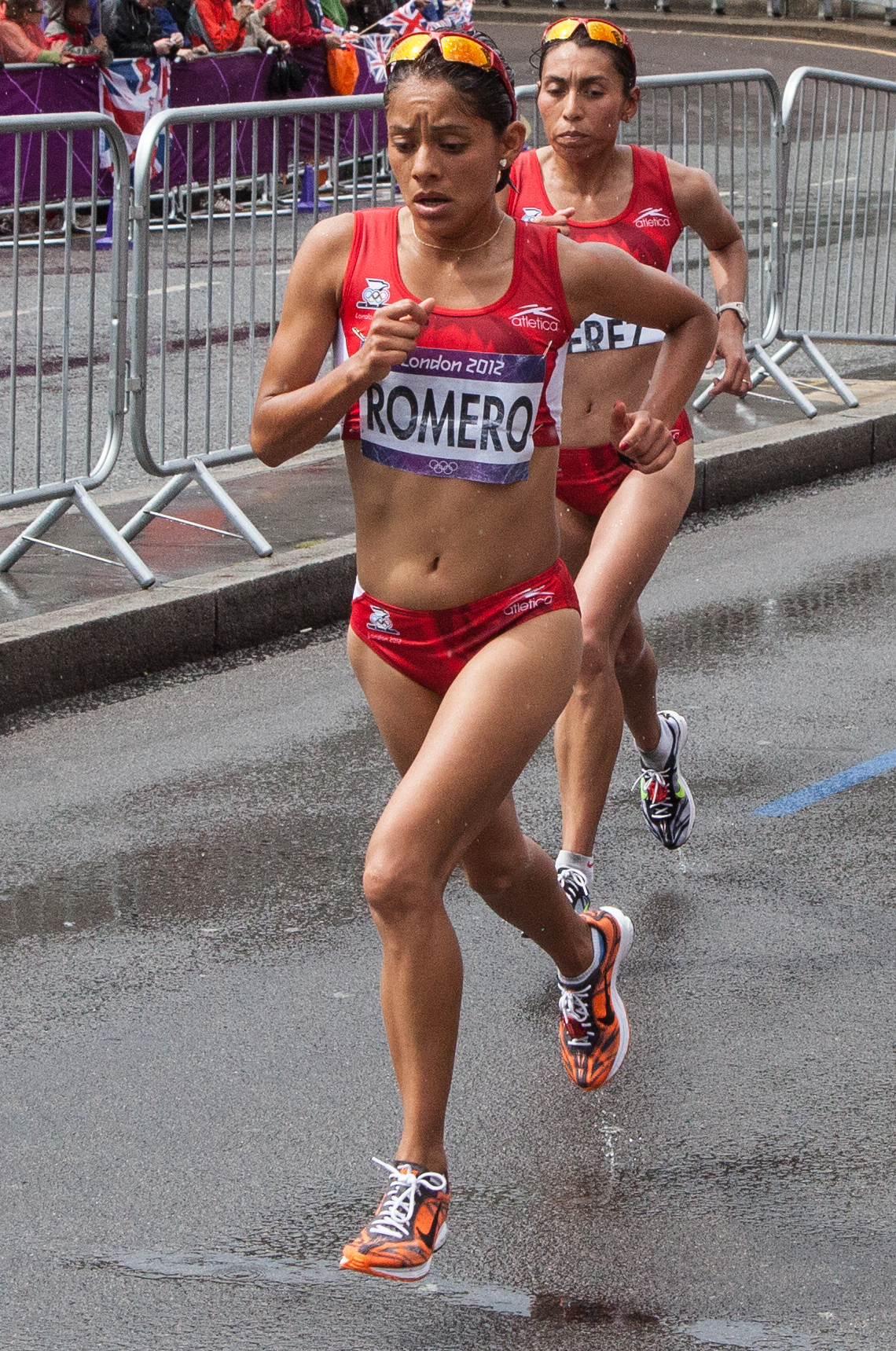
Die Siegerin Marisol Romero (2012)

Der 5000-Meter-Lauf der Frauen bei den Panamerikanischen Spielen 2011 fand am 27. Oktober im Telmex Athletics Stadium in Guadalajara statt.
Zwölf Athletinnen aus sieben Ländern nahmen an dem Wettbewerb teil. Die Goldmedaille gewann Marisol Romero nach 16:24,08 min, Silber ging an Cruz da Silva mit 16:29,75 min und die Bronzemedaille sicherte sich Inés Melchor mit 16:41,50 min.

## Rekorde
Vor dem Wettbewerb galten folgende Rekorde:
| Weltrekord        | Tirunesh Dibaba   | 14:11,15 min | Bislett Games, Oslo, Norwegen                                     | 6. Juni 2008   |
| Rekord der Spiele | Adriana Fernández | 15:30,65 min | Panamerikanische Spiele in Santo Domingo, Dominikanische Republik | 6. August 2003 |

## Ergebnis
27. Oktober 2011, 17:30 Uhr
| Platz | Athletin            | Land               | Zeit (min) |
| ----- | ------------------- | ------------------ | ---------- |
|       | Marisol Romero      | Mexiko             | 16:24,08   |
|       | Cruz da Silva       | Brasilien          | 16:29,75   |
|       | Inés Melchor        | Peru               | 16:41,50   |
| 4     | Sandra López        | Mexiko             | 16:47,19   |
| 5     | Yudileyvis Castillo | Kuba               | 16:49,63   |
| 6     | Yolanda Caballero   | Kolumbien          | 16:54,62   |
| 7     | Kim Conley          | Vereinigte Staaten | 17:00,90   |
| 8     | Neely Spence        | Vereinigte Staaten | 17:01,11   |
| 9     | Wilma Arizapana     | Peru               | 17:06,99   |
| 10    | Nadia Rodriguez     | Argentinien        | 17:14,91   |
| 11    | Yudisleidis Fuente  | Kuba               | 17:23,76   |
| 12    | Rosa Godoy          | Argentinien        | 17:33,77   |